# 부치와 펨

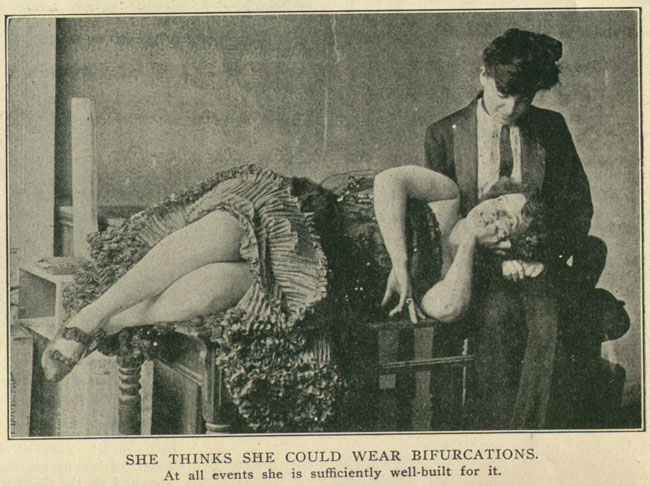
1903년 "펨"과 "부치"의 외양 묘사

부치와 펨(영어: butch and femme)은 레즈비언, 게이, 양성애자, 트랜스젠더와 크로스드레싱 하위문화에서 남성적(부치)이거나 여성(펨)적인 특징, 행동, 스타일, 자각 등이 일치하는 개별적 성정체성을 일컫는 말이다.  이 단어들은 20세기 초 레즈비언 공동체에서 만들어졌으며, "성적 관계와 젠더, 성정체성을 구분하는 방법"으로 불려 온 개념이다. 부치펨 문화는 레즈비언 이분법의 형태를 취하여, 부치와 부치, 펨과 펨 간의 관계를 갖는 많은 여성의 개인적 경험을 부정한다

## 같이 보기
- 레즈비언 페미니즘
- 여성주도 반여성주의(영어판)